# 中華民國海軍一六八艦隊
中華民國海軍第一六八艦隊（英語：Amphibious 168st Fleet）是中華民國海軍艦隊指揮部下轄的一個艦隊，駐地為蘇澳港中正基地，一六八艦隊下轄艦隊部、支援隊、蘇澳作戰中心、二三一戰隊和二五一戰隊。
一六八艦擁有四艘基隆級驅逐艦中華民國海軍噸位最大的作戰艦艇，濟陽級巡防艦預計全部由輕型巡防艦取代。一六八艦隊平時主要擔任臺灣東北部海域偵巡，並負責責任區內防衛安全及海上緊急突發（搜救）狀況處置，擔任臺海之反潛任務，另對泊港各型艦行作戰管制及督導戰備訓練，戰時依令執行作戰任務，確保海疆安全。
全盛時期，一六八艦隊艦擁有四艘基隆級驅逐艦和八艘濟陽級巡防艦，由於濟陽級艦齡老舊，已經開始逐步退役。
一六八艦隊艦現今有四艘基隆級驅逐艦和五艘濟陽級巡防艦，二三一戰隊下轄基隆號驅逐艦、蘇澳號驅逐艦二艘驅逐艦和鳳陽號巡防艦、汾陽號巡防艦二艘巡防艦；二五一戰隊下轄左營號驅逐艦、馬公號驅逐艦二艘驅逐艦；和淮陽號巡防艦、寧陽號巡防艦、宜陽號巡防艦三艘巡防艦。

## 組織

### 編階
- 一六八艦隊艦隊長少將
  - 一六八艦隊副艦隊長上校
    - 二三一戰隊戰隊長上校
    - 二五一戰隊戰隊長上校
    - 艦隊部主任上校
    - 支援隊隊長上校
    - 蘇澳作戰中心主任上校

### 戰隊
- 二三一戰隊
  - 基隆號驅逐艦
  - 蘇澳號驅逐艦
  - 鳳陽號巡防艦
  - 汾陽號巡防艦

- 二五一戰隊
  - 左營號驅逐艦
  - 馬公號驅逐艦
  - 淮陽號巡防艦
  - 寧陽號巡防艦
  - 宜陽號巡防艦

## 圖集

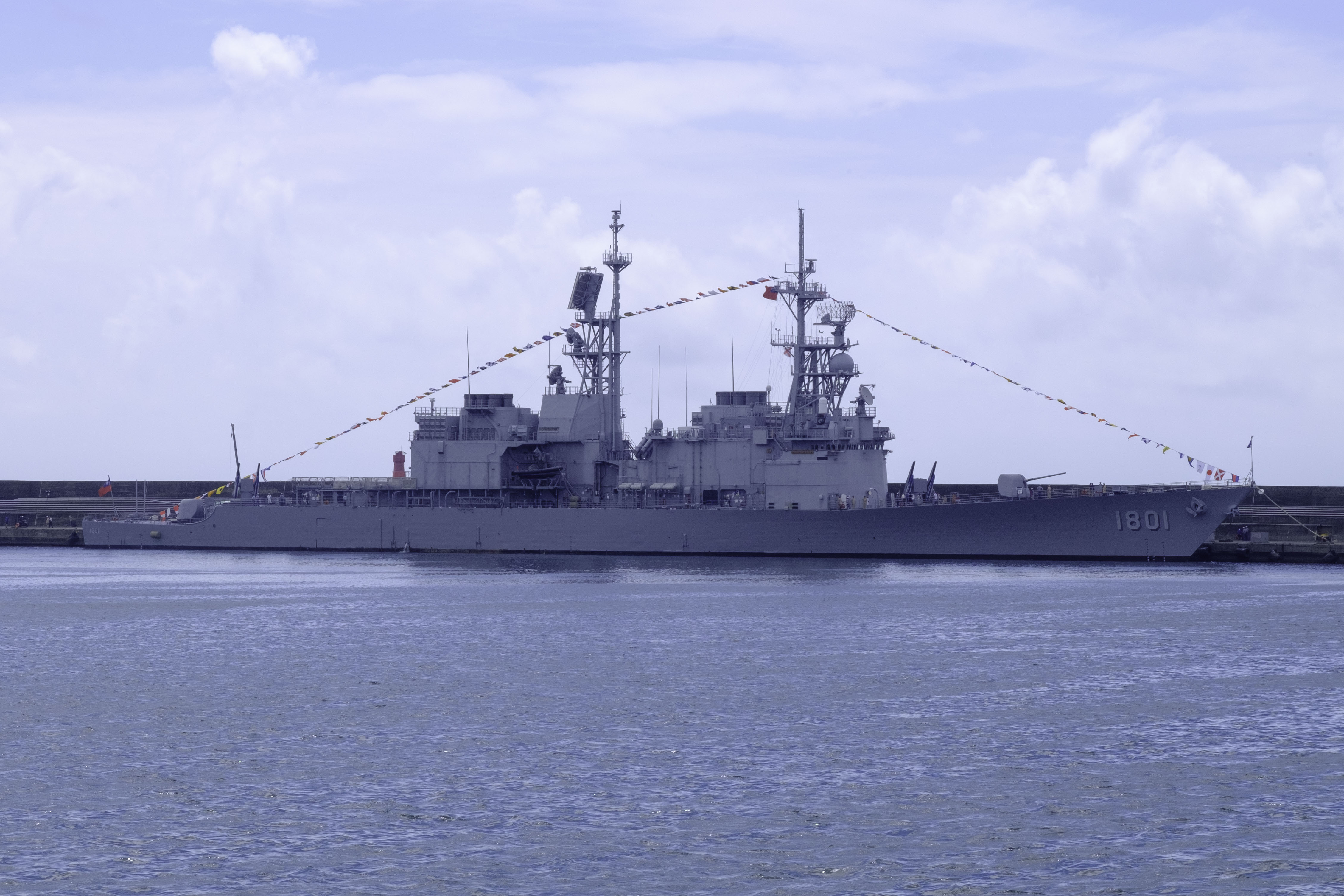
基隆號驅逐艦
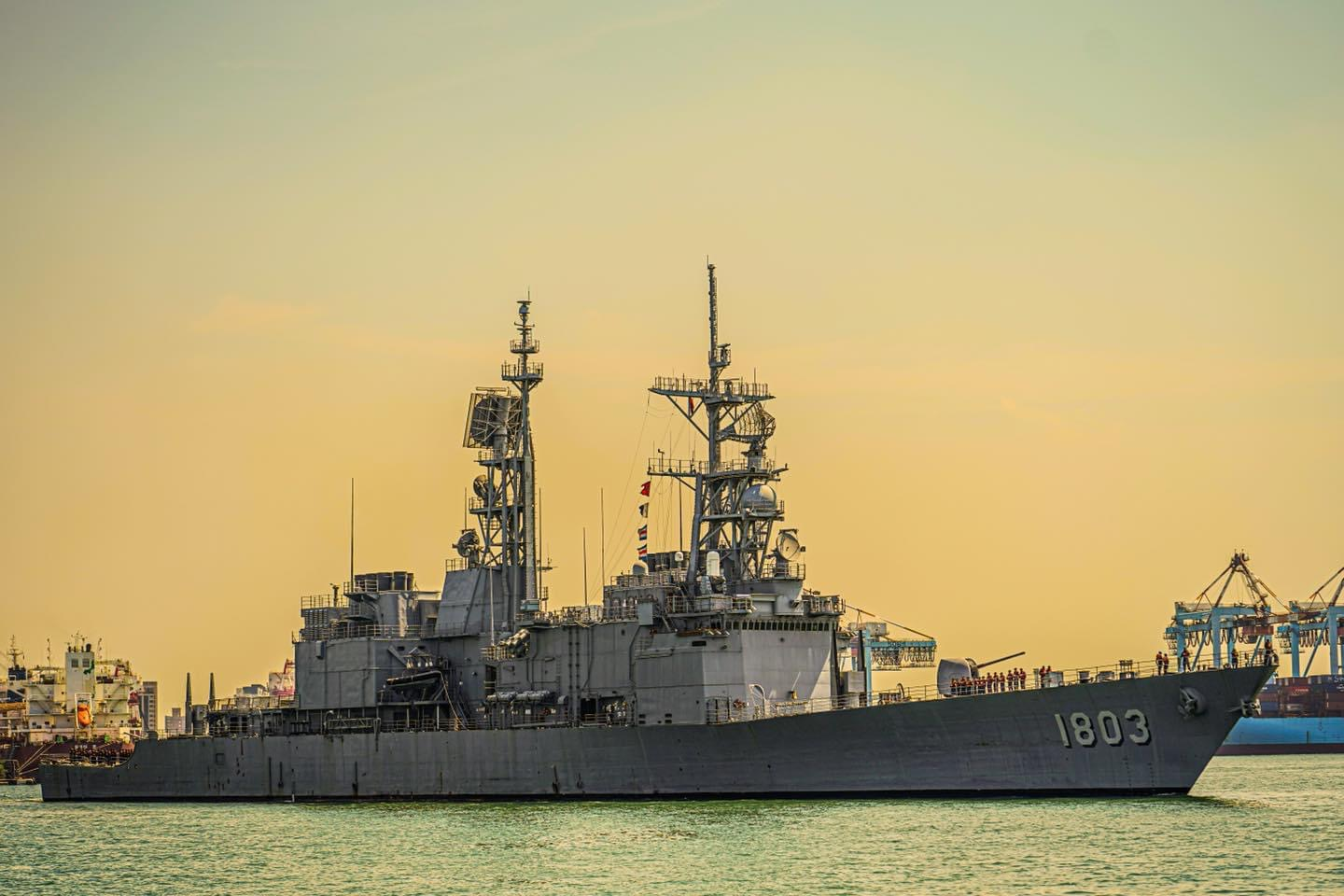
左營號驅逐艦
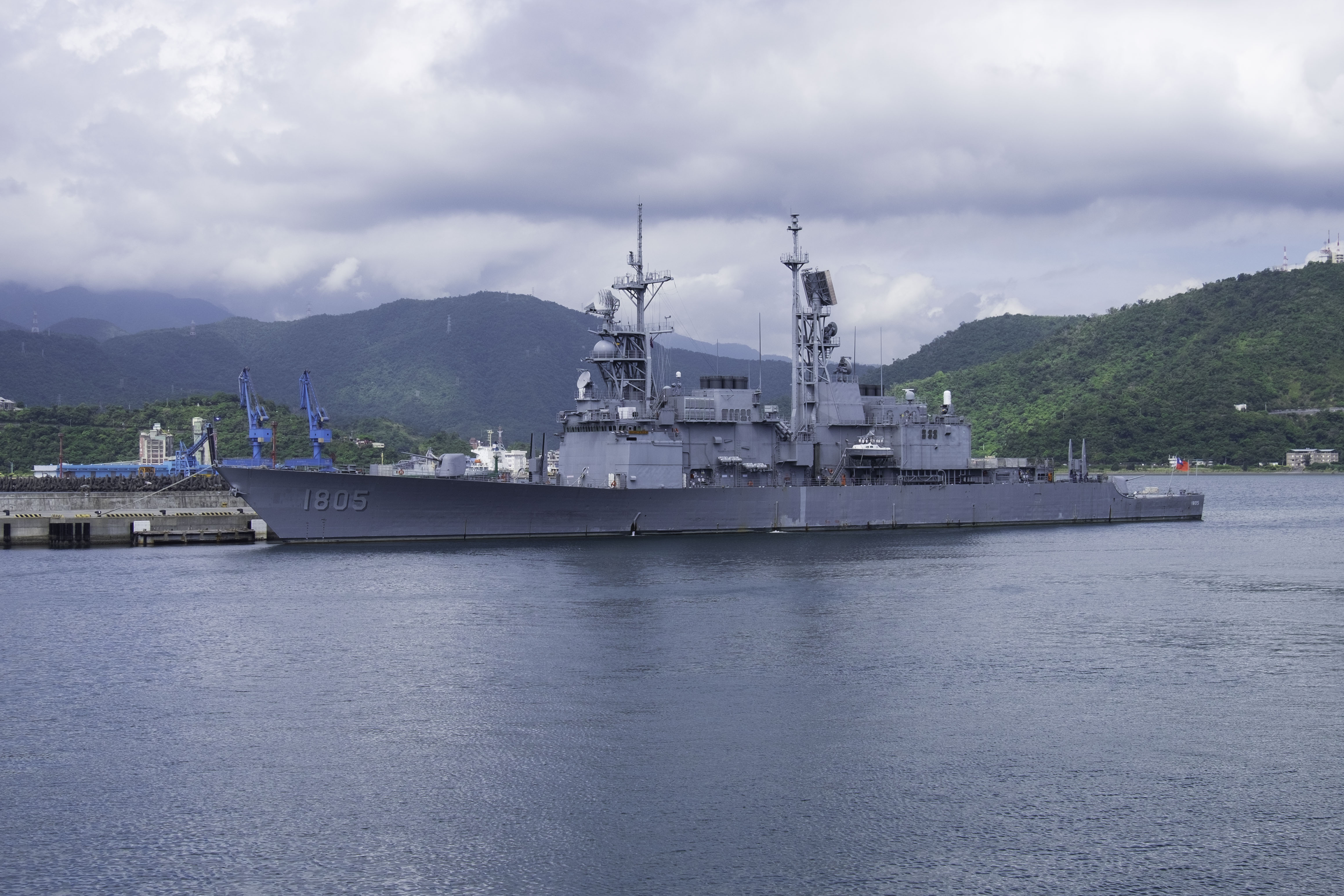
馬公號驅逐艦
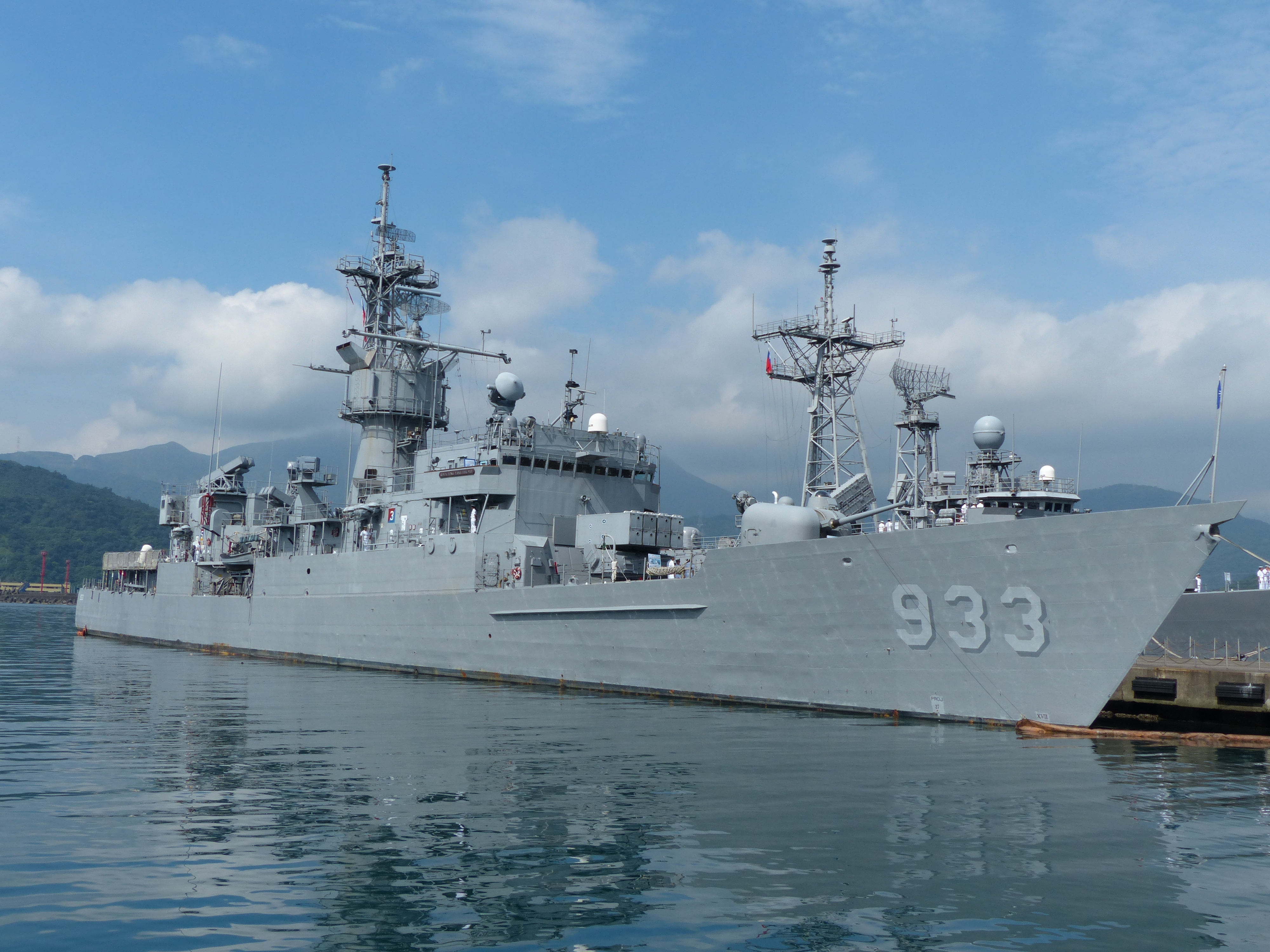
鳳陽號巡防艦
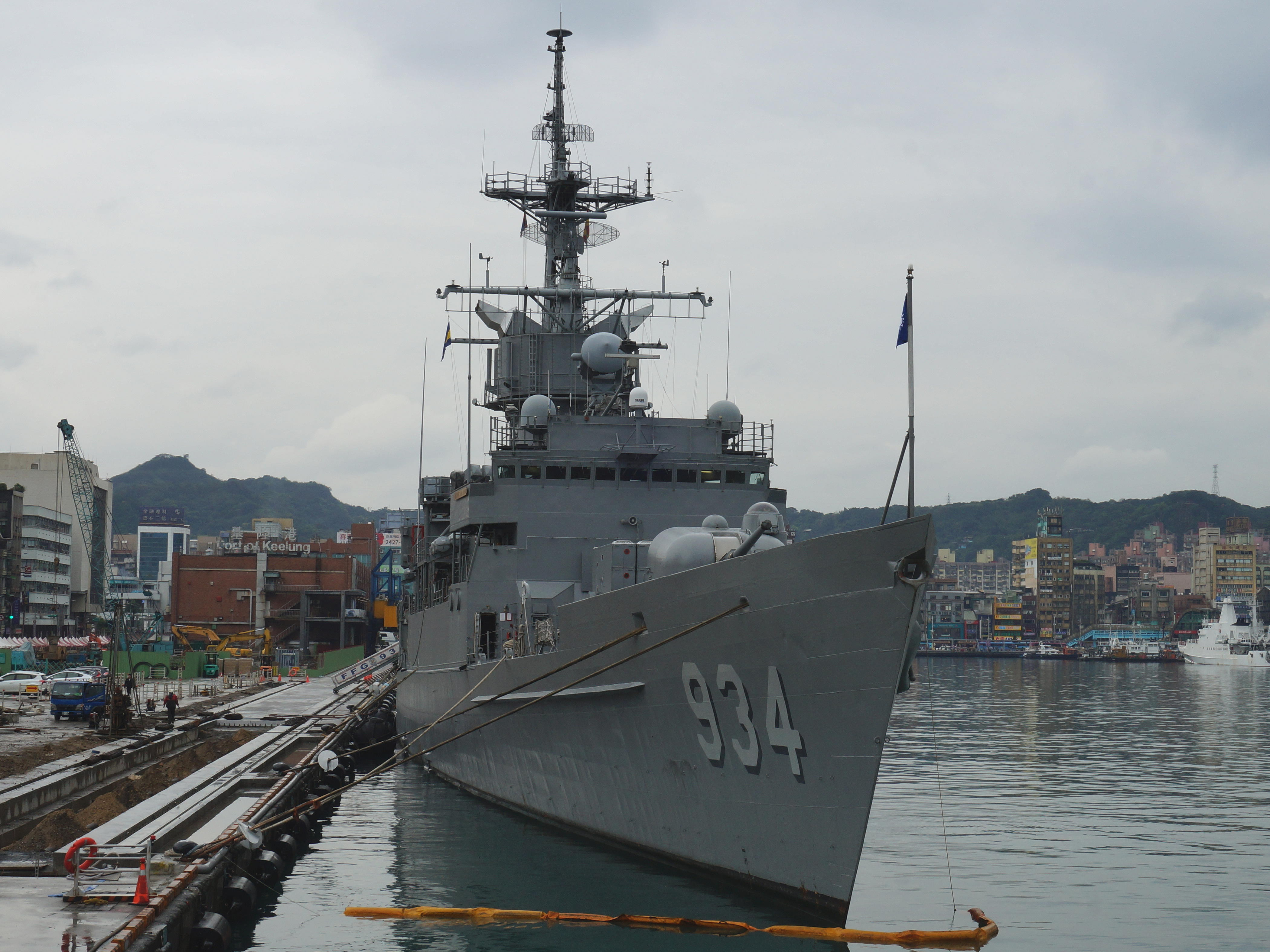
汾陽號巡防艦
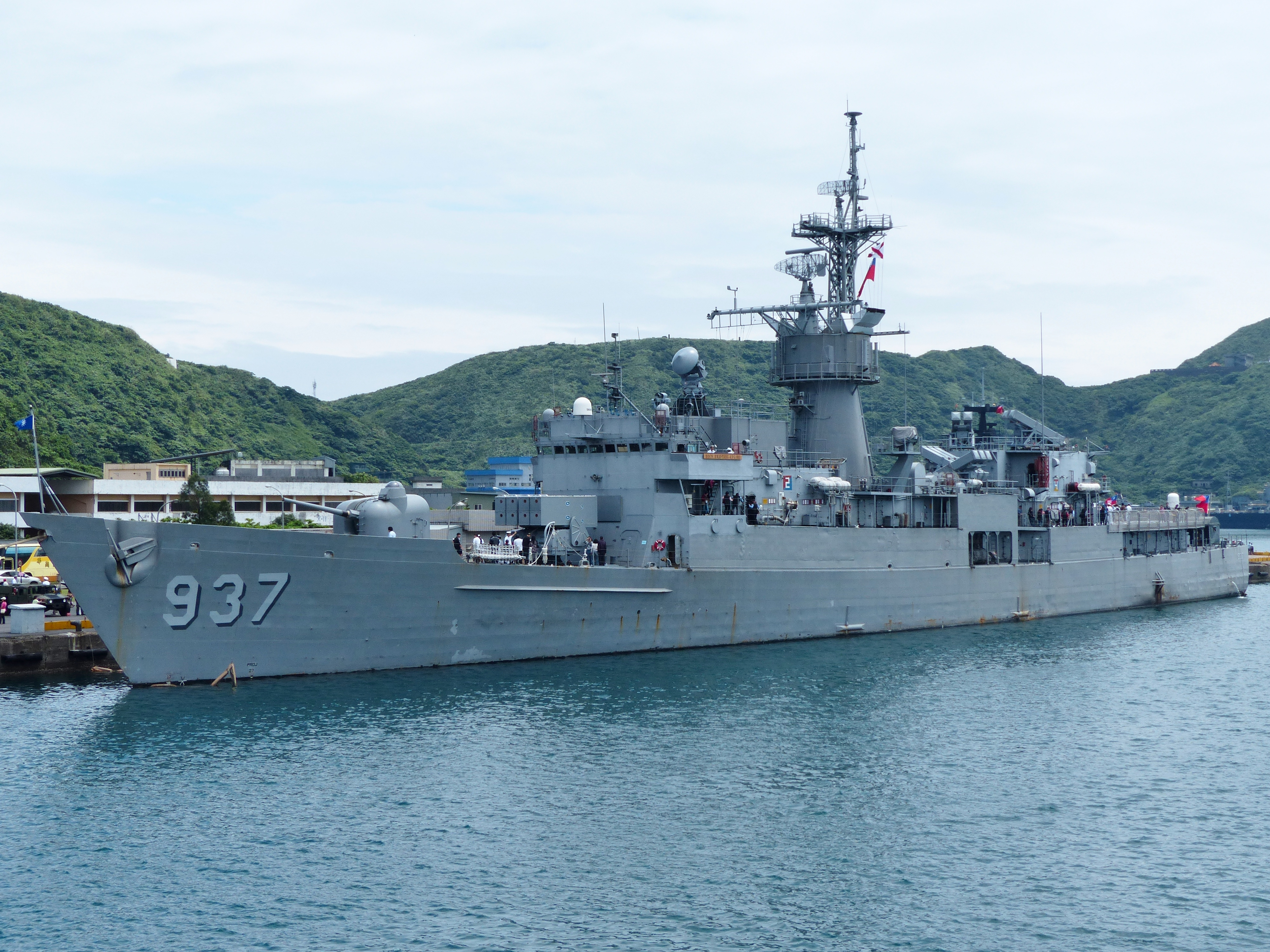
淮陽號巡防艦
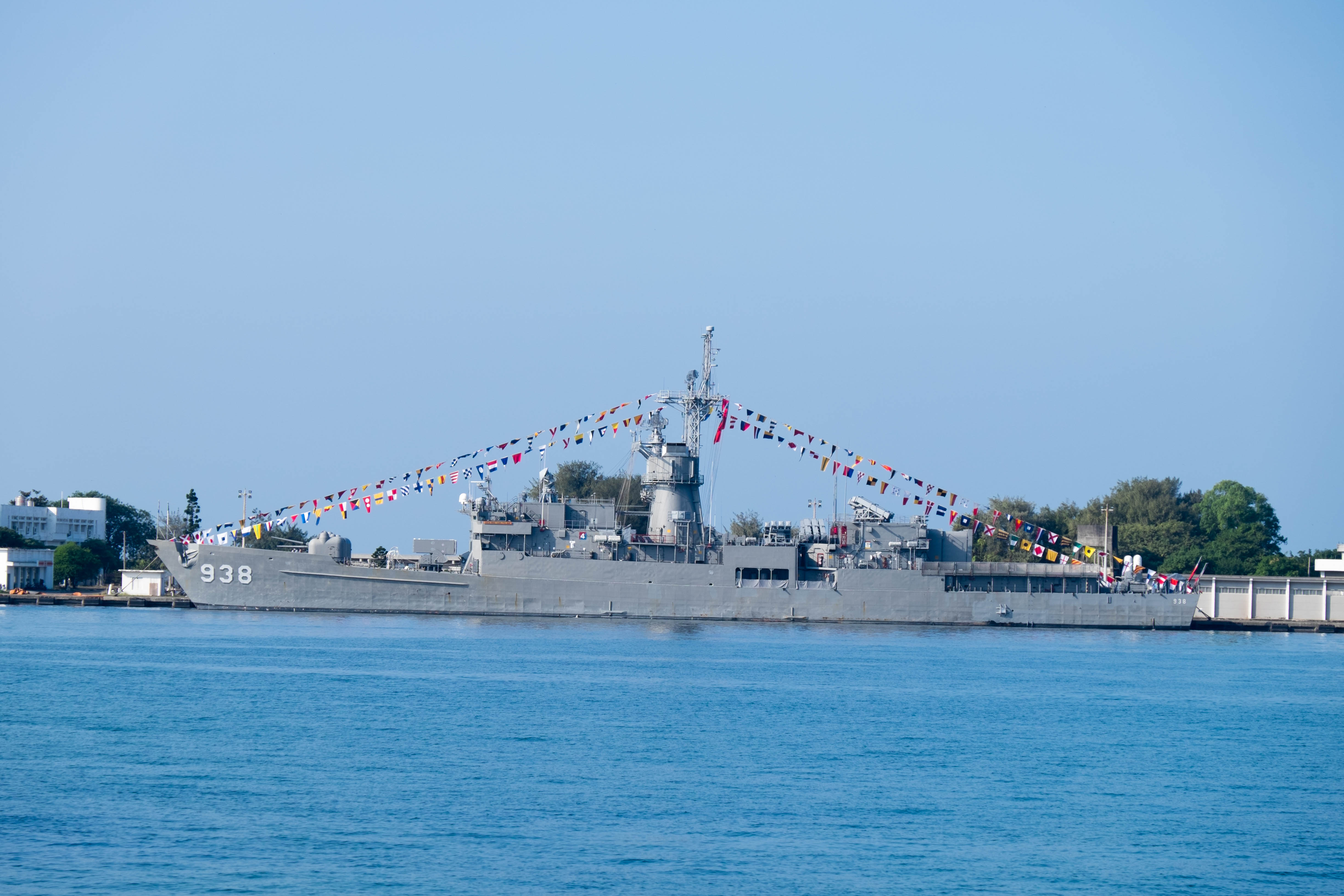
寧陽號巡防艦
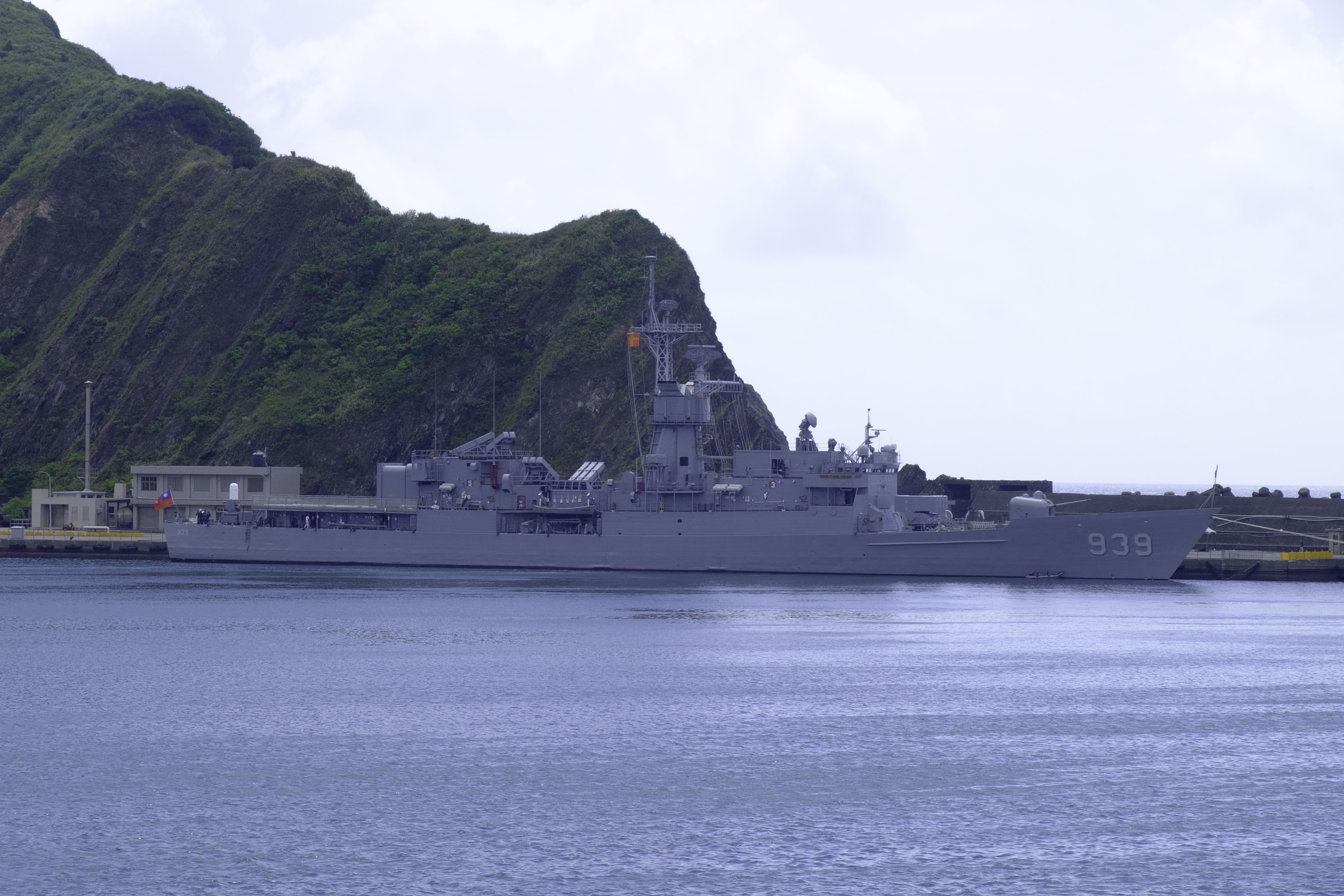
宜陽號巡防艦

## 外部連結
- 國防部海軍司令部 （页面存档备份，存于）